# Macropanax rosthornii
Macropanax rosthornii är en araliaväxtart som först beskrevs av Hermann Harms, och fick sitt nu gällande namn av Wu Zheng-yi och G.Hoo. Macropanax rosthornii ingår i släktet Macropanax och familjen Araliaceae. Inga underarter finns listade.